# Cervicești
Cervicești – wieś w Rumunii, w okręgu Botoszany, w gminie Mihai Eminescu. W 2011 roku liczyła 878 mieszkańców.